# Igreja de Nossa Senhora da Ajuda (Pedro Miguel)

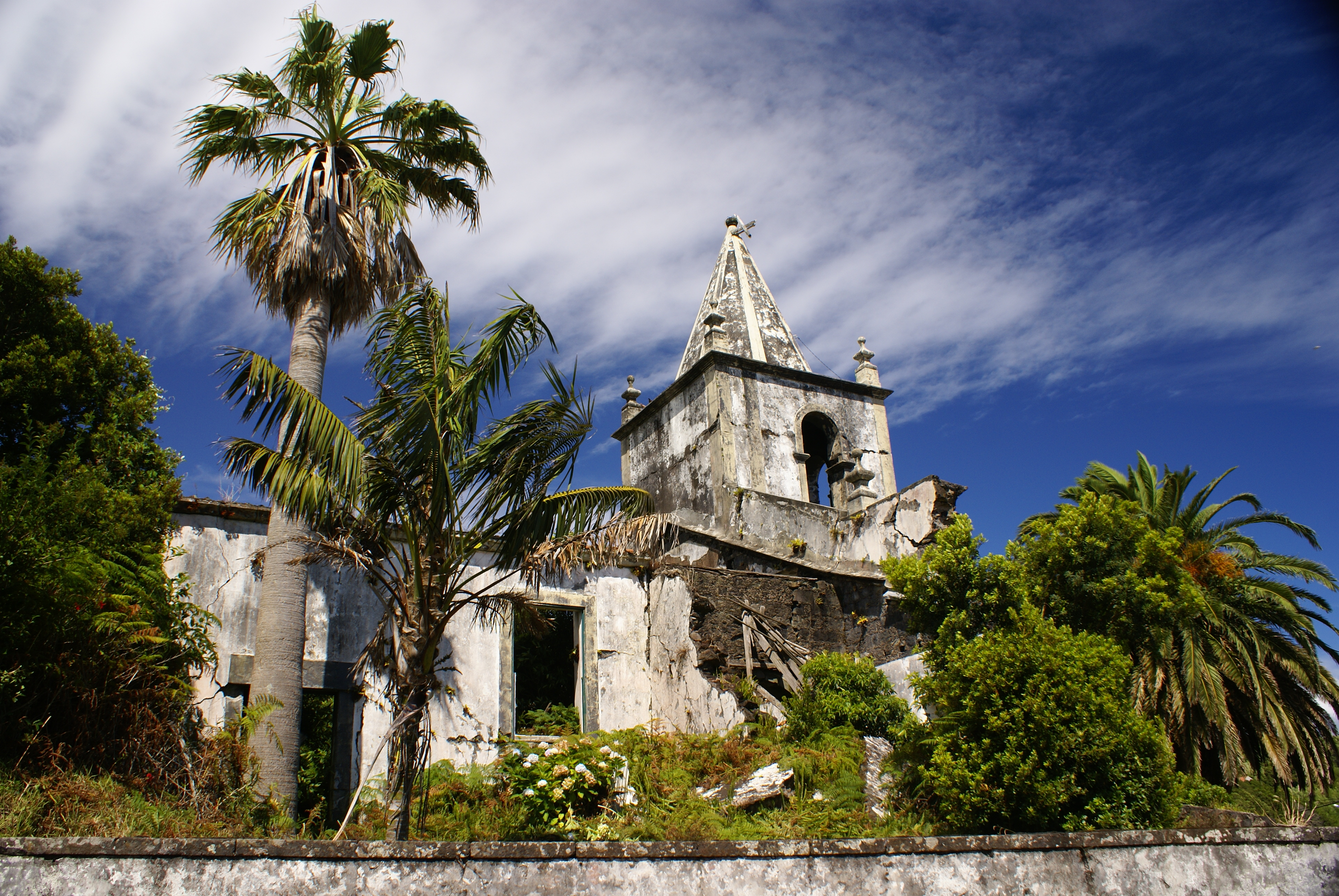
Igreja de Nossa Senhora da Ajuda, Horta.

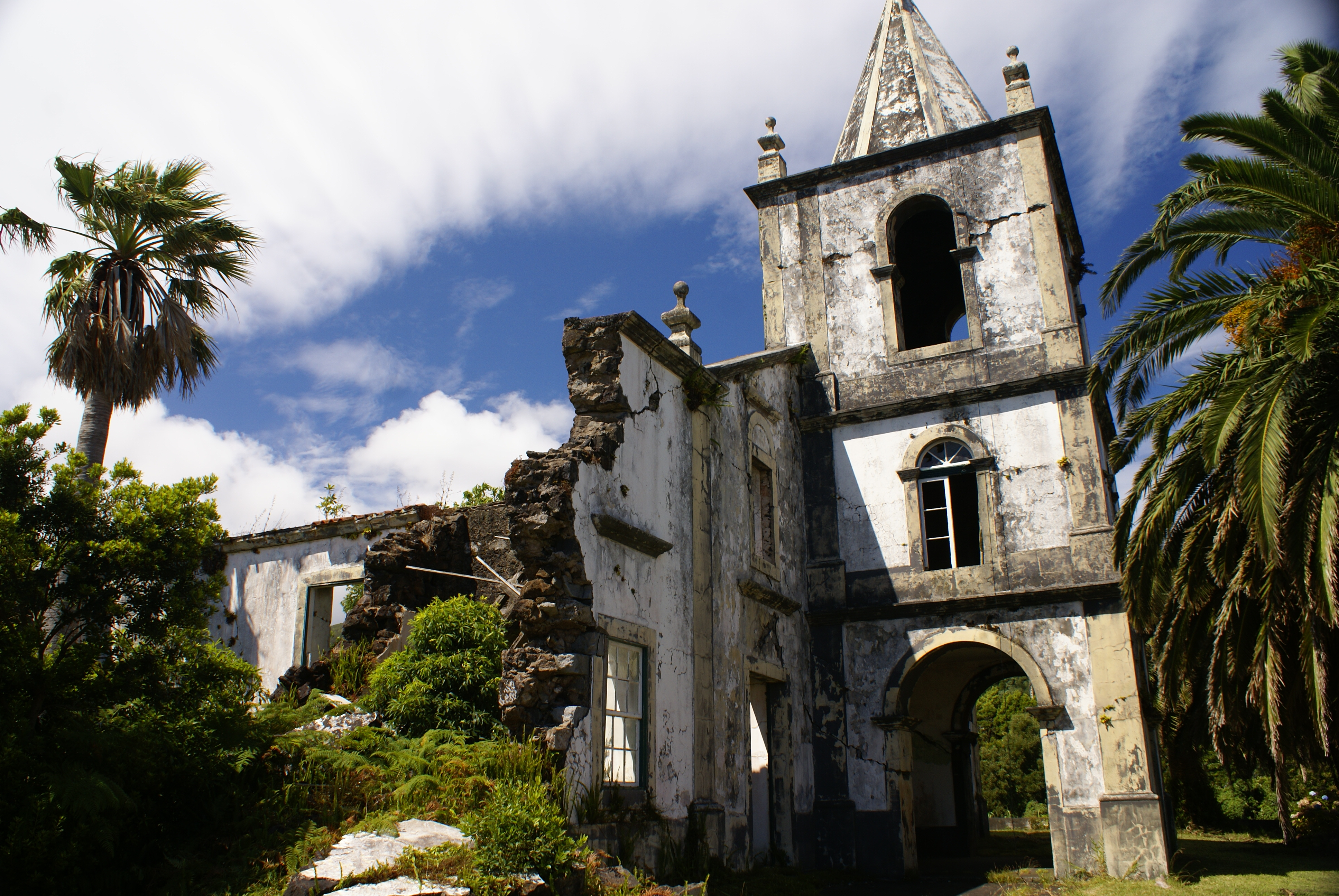
Igreja de Nossa Senhora da Ajuda.

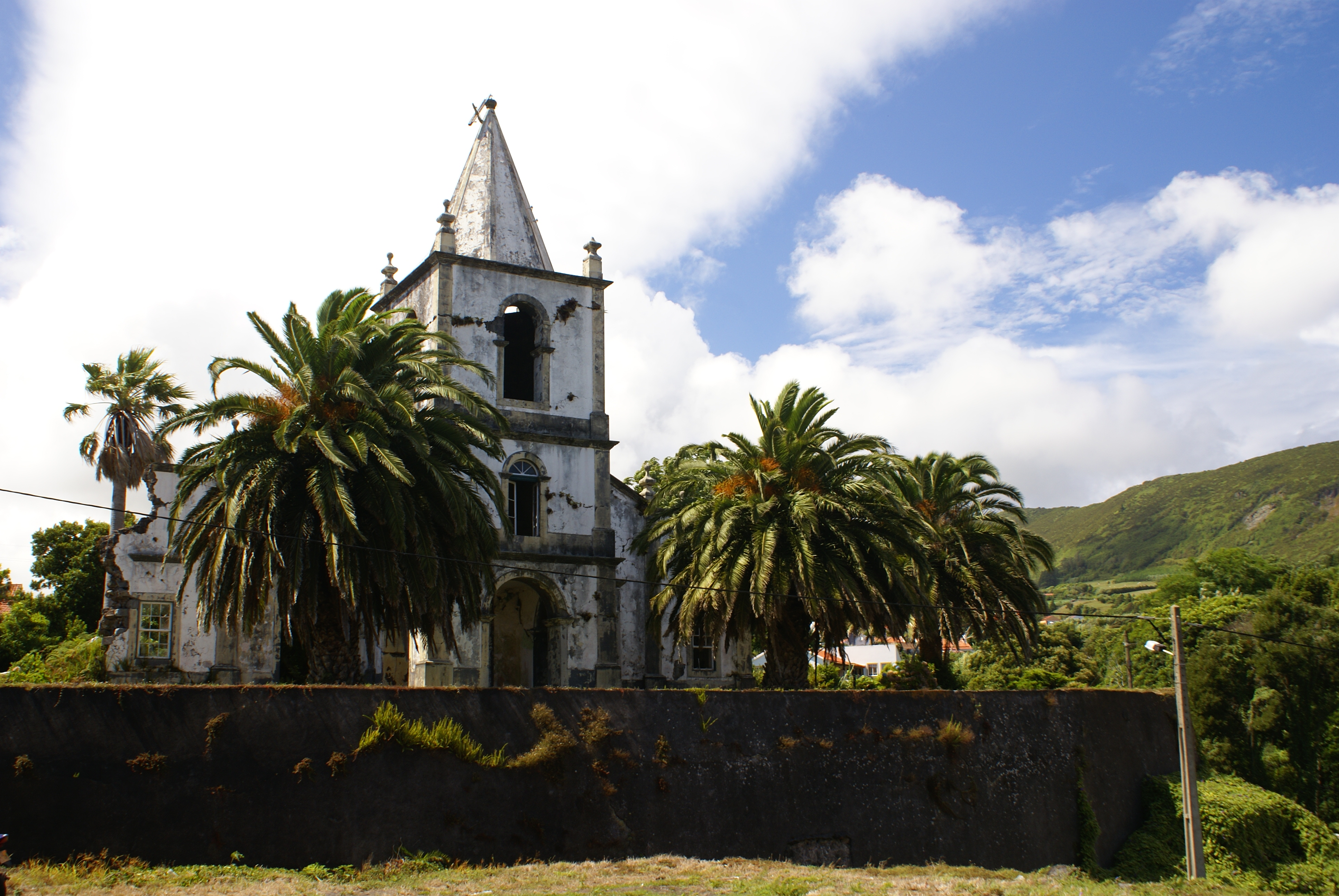
Igreja de Nossa Senhora da Ajuda.

A Igreja de Nossa Senhora da Ajuda localiza-se na freguesia de Pedro Miguel, concelho da Horta, na ilha do Faial, nos Açores.

## História
Desconhece-se a data da fundação deste templo. O padre António Cordeiro, na sua Historia Insulana (1717), refere a freguesia: "Passada légua e meia, está a freguesia e lugar de Nossa Senhora da Ajuda com cento e vinte vizinhos, vigário e cura; da banda do norte chama-se o lugar de Pedro Miguel".
M. Lima afirma desconhecer a data da sua fundação, embora acrescente que a paróquia foi criada em 1600 por Diogo Rixão e Beatriz Alvernaz, precisamente na altura da criação da paróquia.
A sua festa decorria a 14 de agosto.ref>COSTA, 1955-56:114.</ref> Foi destruida pelo terramoto de 1998 e por um violento incêndio.

## Características
O historiador faialense António Lourenço da Silveira Macedo regista que a fachada tinha três portadas e três janelas correspondentes, à altura do coro. Em meados do século XX a fachada apresentsva uma torre ao centro, destacada, formando um átrio de arcadas diante da porta principal.
Internamente era espaçosa, dividida em três naves, com 32 metros de comprimento por 12 metros de largura.
O espólio da igreja contava com esculturas dignas de apreço, como a imagem de Nossa Senhora da Ajuda no altar-mor, que apresentava o Menino Jesus ao colo e um cetro na mão direita. Na sacristia, o gavetão também possuía grande valor, obra acredita-se que do mesmo entalhador que fez o da Igreja do Divino Espírito Santo, em Feteiras.
Em 5 de setembro de 1954, viera para esta igreja uma imagem de São Domingos Sávio, discípulo de São João Bosco.